# Domenico Bartolucci
Domenico Bartolucci (ur. 7 maja 1917 w Borgo San Lorenzo, zm. 11 listopada 2013 w Rzymie) – włoski prezbiter katolicki, kardynał i muzyk.
Od roku 1956 był dyrygentem chóru kaplicy Sykstyńskiej (po śmierci ks. Lorenza Perosiego) aż do odwołania go w 1997 przez papieża Jana Pawła II.
Przez długie lata był on uosobieniem sprzeciwu względem posoborowych zmian w liturgii i muzyce sakralnej. Sam publicznie przyznawał, że zreformowanej mszy nigdy nie odprawiał.
Benedykt XVI wyniósł go 20 października 2010 roku do godności kardynalskiej. Ze względu na podeszły wiek został zwolniony z obowiązku przyjęcia sakry biskupiej (nie miał również prawa udziału w konklawe).